# USS Bush (DD-166)
USS Bush (DD–166) là một tàu khu trục thuộc lớp Wickes của Hải quân Hoa Kỳ trong giai đoạn Chiến tranh Thế giới thứ nhất. Nó là chiếc tàu chiến đầu tiên của Hải quân Hoa Kỳ được đặt tên theo Trung úy Thủy quân Lục chiến William Sharp Bush, người tử trận trong cuộc Chiến tranh 1812.

## Thiết kế và chế tạo
Bush được đặt lườn vào ngày 4 tháng 7 năm 1918 tại xưởng tàu của hãng Fore River Shipbuilding Company ở Quincy, Massachusetts. Nó được hạ thủy vào ngày 27 tháng 10 năm 1918, được đỡ đầu bởi cô Josephine T. Bush, một hậu duệ của Trung úy Bush, và được đưa ra hoạt động vào ngày 19 tháng 2 năm 1919 dưới quyền chỉ huy của Hạm trưởng, Trung tá Hải quân R. B. Coffey.

## Lịch sử hoạt động
Sau khi hoàn tất việc chạy thử máy nghiệm thu vào tháng 7 năm 1919, Bush hoạt động dọc theo vùng bờ Đông Hoa Kỳ cùng với Hải đội Khu trục 3 trực thuộc Hạm đội Đại Tây Dương cho đến ngày 29 tháng 11 năm 1919, khi nó đi đến Charleston, South Carolina và trở thành một đơn vị của Hải đội 1, Chi hạm đội 7 với biên chế giảm thiểu. Nó ở trong tình trạng dự bị cho đến mùa Hè năm 1920, rồi tham gia các chuyến đi huấn luyện Hải quân Dự bị Hoa Kỳ. Sau đó nó kuân phiên hoạt động giữa Charleston, căn cứ mùa Đông, và Newport, Rhode Island, căn cứ mùa Hè, cho đến khi được cho xuất biên chế vào ngày 21 tháng 6 năm 1922 tại Xưởng hải quân Philadelphia. Sau gần 14 năm bị bỏ không, cuối cùng nó bị bán để tháo dỡ vào ngày 8 tháng 9 năm 1936 nhằm tuân thủ các điều khoản hạn chế vũ trang của Hiệp ước Hải quân London.